# Svenska missionsförbundets Kinamission

Svenska Missionsförbundets stationer i Hupeh.

Svenska Missionsförbundets Kinamission, ibland även Svenska Kinamissionen, var Svenska Missionsförbundets (SMF) missionsfält i Centralkina 1890–1951. Det var en verksamhet för kristen mission i provinsen Hupeh (i dag Hubei). Utöver SMF:s Kinamission var flera andra svenska missionärer verksamma i områden inom nuvarande Kinas gränser. Svenska missionen i Kina (SMK, i dag Evangeliska Östasienmissionen) missionerade längre norrut i ett område kring Gula flodens krök, där provinserna Shansi, Shensi och Honan (i dag Shanxi, Shaanxi och Henan) låg, och i Inre Mongoliet verkade Svenska Mongolmissionen (SMM). Även i Östturkestan (nuvarande Xinjiang) hade SMF utsända missionärer, den så kallade Östturkestanmissionen.

## Historia

Församlingsmedlemmar, Wuchang, 1914.

Svenska Missionsförbundet beslutade 1889 att börja missionera i Kina och en missionsstyrelse med Otto Fredrik Wikholm, Eva Charlotta Sköld, Johan Sköld och Karl Viktor Engdahl började planera för verksamheten. Året efter reste de första svenska missionärerna till Hupeh. Den första missionsstationen öppnades i staden Wuchang (idag en del av Wuhan). Det rådde en stor fientlighet i Kina mot utlänningar och missionärerna blev ofta hotade. 1893 försökte svenskarna starta missionsarbete i staden Sungpu (idag Songbu), men de två missionärer som verkade där, Anders Daniel Johansson och Otto Fredrik Wikholm, dödades under ett upplopp, en händelse som blivit känd som Sungpu-morden.
1894 öppnades en missionsstation i staden Ichang (idag Yichang) och 1896 en annan i staden Shasi (idag Shashi). Under Boxarupproret 1900 beordrade kejsarinnan Cixi att alla utlänningar skulle dödas, men guvernören i Hupeh vägrade. Missionen fortsatte och missionärerna kunde bedriva verksamhet i fler städer. Ytterligare stationer öppnades i Hwangchow (1902, idag Huanggang), Kingchow (1902, idag Jingzhou), Macheng (1906), Kienli (1909, idag Jianli), Kikungshan (1918, idag Jigongshan) och Sishui (1918, även kallat Kishui eller Qishui, idag Xishui).

### Kinesiska Missionsförbundet

Svenska Missionsförbundets mission i Kina 1890-1915. Porträtt av svenska missionärer.

1924 bildades Kinesiska Missionsförbundet. Församlingarna i Kina var tänkta att så småningom övertas och styras av kineser. I början skulle Svenska Missionsförbundet ge ekonomiskt stöd och betala två tredjedelar av pastorernas lön och Kinesiska Missionsförbundet en tredjedel. 1934 blev Kinesiska Missionsförbunet självständigt men fick fortfarande ekonomiskt stöd av Svenska Missionsförbundet.

### Oroligheter och krig
Under 1920-talet växte sig nationalismen stark i Kina och det fördes en kamp mot utlänningar. 1927-1928 tvingades flera av Svenska Missionsförbundets missionärer att lämna landet. Kinesiska Missionsförbundets byggnader ockuperades av armén. Under det Andra sino-japanska kriget 1937-1945 ockuperade Japan delar av Kina, bl.a. Hupeh-provinsen. Under kriget blev många barn föräldralösa och Svenska Missionsförbundet startade ett barnhem i Hwangchow och ett i Kuling.

### Svenska Kinamissionen lämnar Kina
1949 hade Kinesiska Missionsförbundet 2832 medlemmar. Medlemsantalet hade sjunkit kraftigt under Andra sino-japanska kriget. Församlingen i Shasi hade före kriget 1000 medlemmar men enbart 300 1949. De flesta av missionärerna lämnade Kina under slutet av 1940-talet. 1951 lämnar den sista gruppen missionärer landet. Den bestod av Richard S. Björkdahl, Elsa och Herbert Oertel, Herta och Josua Sommarström, Naëmi Pettersson och Margit Larsson.
1948 gick Kinesiska Missionsförbundet in i organisationen Kristi Kyrka i Kina. Den bestod av flera olika kyrkor från olika konfessioner. Organisationen hade 166 000 medlemmar. När Folkrepubliken Kina bildades 1949 togs alla skolor och sjukhus som bedrevs av kristna organisationer över av staten. Kristna tidningar och böcker förbjöds. Under mitten av 1950-talet arresterades flera kyrkoledare och många kyrkobyggnader konfiskerades. Under Kulturrevolutionen 1966-1976 förföljdes kristna och kyrkor organiserades i underjordisk form. Under slutet av 1970-talet skedde en liberalisering, kyrkor återlämnades och det var tillåtet att hålla gudstjänst. De församlingar som Missionsförbundet hade bildat i Kina blev delar av ekumeniska församlingar.
På senare tid har kontakter med de kristna i Kina återupptagits. Equmeniakyrkan har ett regelbundet utbyte med församlingar i Kina och stöder utbildning för ungdomar i teologi på teologiska seminarium i Wuhan.

## Verksamhet
Förutom att sprida det kristna budskapet bedrev missionärerna även sjukvård och skolundervisning. De flesta av missionsstationerna hade både en sjukstuga och skolor. En av de första missionärerna, Anders P. Tjellström, hade kunskaper i sjukvård och hjälpte människor i Shasi. 1923 byggde Svenska Missionsförbundet ett sjukhus i Hwangchow. Det var främst kineser som hade hand om missionens sjukvårdsarbete. En av dem var doktor Edmund Lee, som byggde ett eget sjukhus i Shasi.
Kuling (idag Lushan) var missionärernas semesterort. 1898 byggde Svenska Missionskyrkan sitt första hus där. Kuling är beläget högt upp i bergen och har ett svalare klimat under sommaren. Tillsammans med det amerikanska Missionsförbundet Covenant Church startades ett teologiskt seminarium i Kingchow. Hilma Börjesson startade ett lärarseminarium för kvinnor i Hwangchow som utbildade små- och folkskollärarinnor för hela Hupeh-provinsen. Till följd av oroligheter i provinsen 1927 lades seminariet ner och ombildades istället till en folkskola.
Missionen hade även skolor för missionärsbarnen. 1907 började missionären och lärarinnan Ida Petterson undervisa de svenska missionärsbarnen i Ichang. 1918 köpte Svenska Missionsförbundet och Svenska Missionen i Kina en gemensam byggnad i Kikungshan och öppnade där en större skola för missionärsbarn. Den stängdes 1928 på grund av oroligheter i området.
Det var inte bara svenskar som arbetade med missionen utan även kineser. 1905 öppnades en evangelistskola i Wuchang för att utbilda evangelister som sedan reste runt och predikade. 1909 startades ett pastorsseminarium i Kingchow. Det var öppet fram till 1926 då Revolutionsarmén tvingade skolan att stänga och ockuperade byggnaderna. De pastorer och evangelister som hade utbildats under missionen verkade i Kina även efter det att missionen hade avslutats.